# Uniastate (Beers)
Uniastate (ook wel aangeduid als het Nyenhuis, de Groot Nieuwhuister State of de Nieuw Huistrastate) is een voormalige state of stins in Beers. Op het in oorspronkelijke staat teruggebrachte terrein vindt men nog de gerestaureerde toegangspoort, alsmede een stalen replica (luchtspiegeling) op ware grootte van de in 1756 gesloopte state. Van Unia was een geslacht van grietmannen en officieren, die meerdere stinsen in Friesland bezaten.

## Geschiedenis

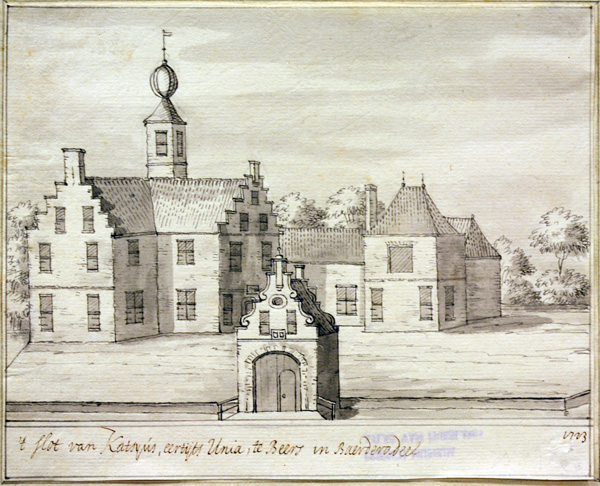
De Uniastate door Jacobus Stellingwerf in 1723

Eind 15e eeuw wordt er voor het eerst gesproken over de Uniastate. De stins was in 1443 in het bezit van Keimpe Unia († 1481), een edelman en een leidsman van de Schieringers. Tevergeefs probeerden de Vetkopers uit Leeuwarden de stins dan ook in te nemen. Keimpe was getrouwd met Bauck van Martena. Hij was in het bezit van het Uniahuis te Leeuwarden en was mogelijk afkomstig van de Unia-state te Wirdum. De Uniastate te Beers kwam toen in het bezit van Keimpes zoon Worp Unia, het Uniahuis te Leeuwarden verkocht Worp echter. Ook Worp († 1499) was een leider van de Schieringers en daarnaast was hij grietman van Leeuwarderadeel. Rond 1515 werd de Uniastate in brand gestoken door de Arumer Zwarte Hoop, mogelijk nog onder het bevel van Grutte Pier. Tussen 1515 en 1520 werd de state vervolgens weer opgebouwd. Rond 1530 was de stins in het bezit van Tjerck van Unia († ca. 1567). Later verviel het gebouw aan zijn zoon Jochem († 1614). De namen van Jochem van Unia en zijn vrouw Trijn Epesdocher van Adama († 1618) staan in de klokken gegraveerd van de Mariakerk te Beers.

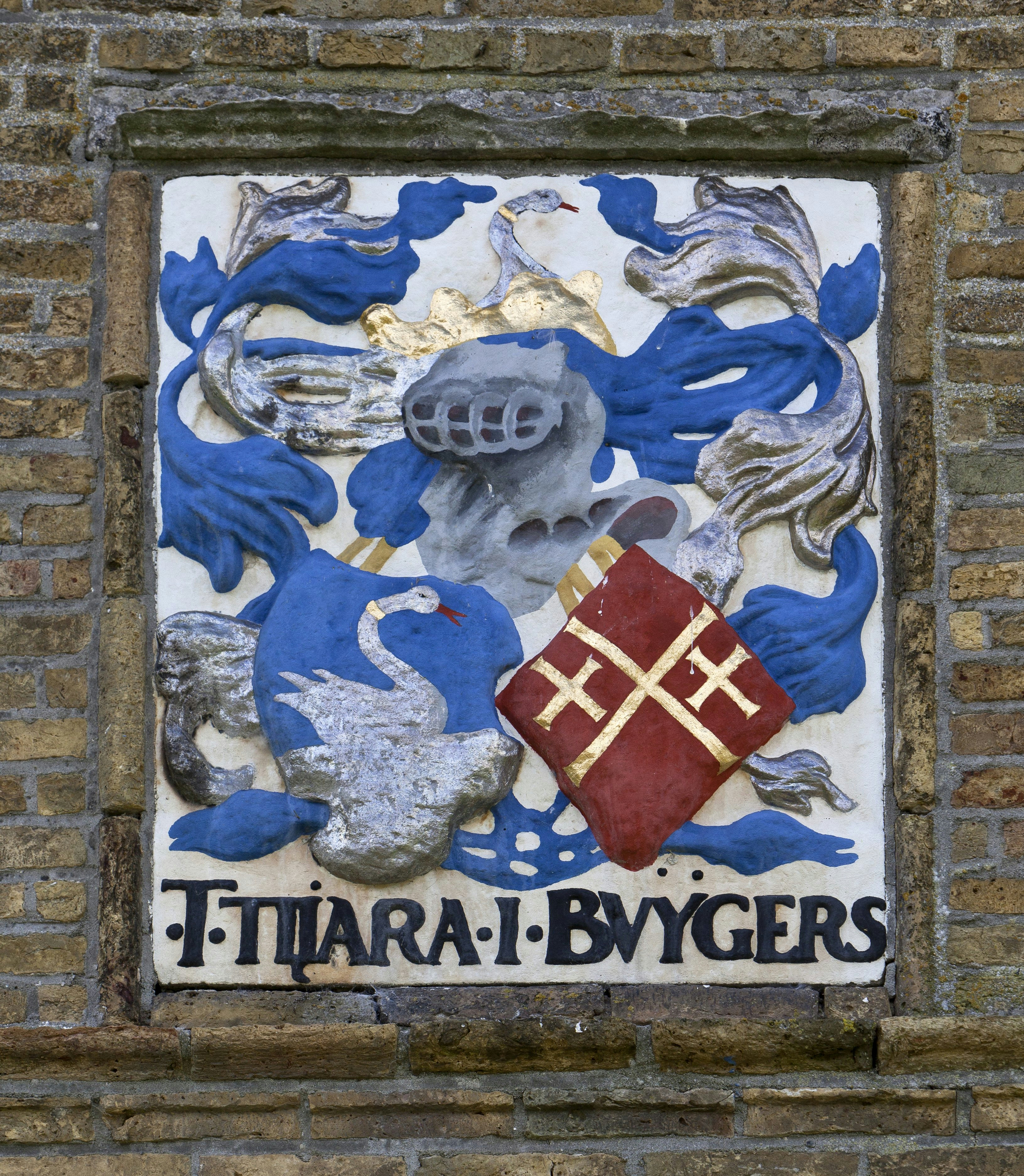
Gevelsteen met het alliantiewapen van Tjaerd Tyara en Ydt Buygers in het poortgebouw van de Uniastate

In 1616 kwam de stins in het bezit van Tjaerd Tyara († 1618). Tjaerd liet het poortgebouw bouwen dat nu nog resteert. In dit gebouw bevindt zich nog een gevelsteen met het alliantiewapen van Tjaerd en zijn vrouw Ydt Buygers († 1599).
In 1700 werd de Uniastate aangeduid als 'Nieuw Huistrastate' of 'Nyenhuis' en rond 1705 was ene Tiaerd Cathius de bewoner van de stins. Hobbe van Aylva († 1772), generaal en gouverneur te Maastricht, liet de stins in 1756 afbreken, alleen het poortgebouw bleef gespaard. Het materiaal dat vrijkwam, werd gebruikt voor de bouw van een boerderij op dezelfde plaats. De steen met de wapens van Tyara en Buygers werd opnieuw boven de deur van de boerderij geplaatst. Deze boerderij was in 1786 in het bezit van jonker Hans Willem van Aylva, grietman van het Bildt. De boerderij werd echter bewoond door Meinte Sjoerds Meynsma († 1812), rechter van Baarderadeel. In 1879 werd de boerderij op afbraak verkocht en wederom bleef het poortgebouw gespaard. 

## Huidige situatie
De Uniastate bevond zich aan de westkant van het dorp Beers. Na de reconstructie is ook het terrein weer erg goed herkenbaar met een dubbele gracht. Het terrein is enigszins rechthoekig. Het poortgebouw bevindt zich op de noordoosthoek en de reconstructie van de stins staat in het zuidoosten van het terrein.

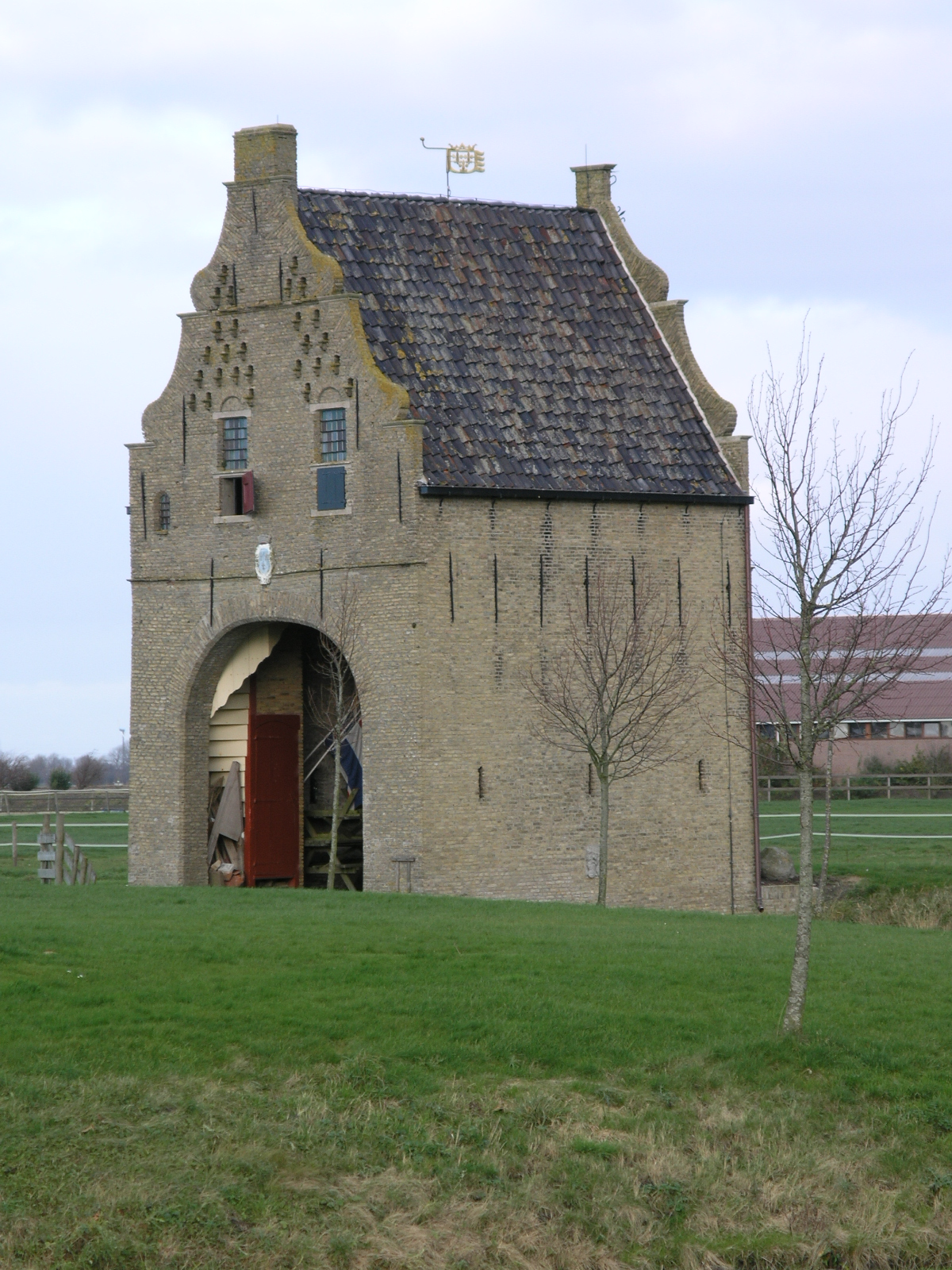
Poortgebouw met gibbengaten

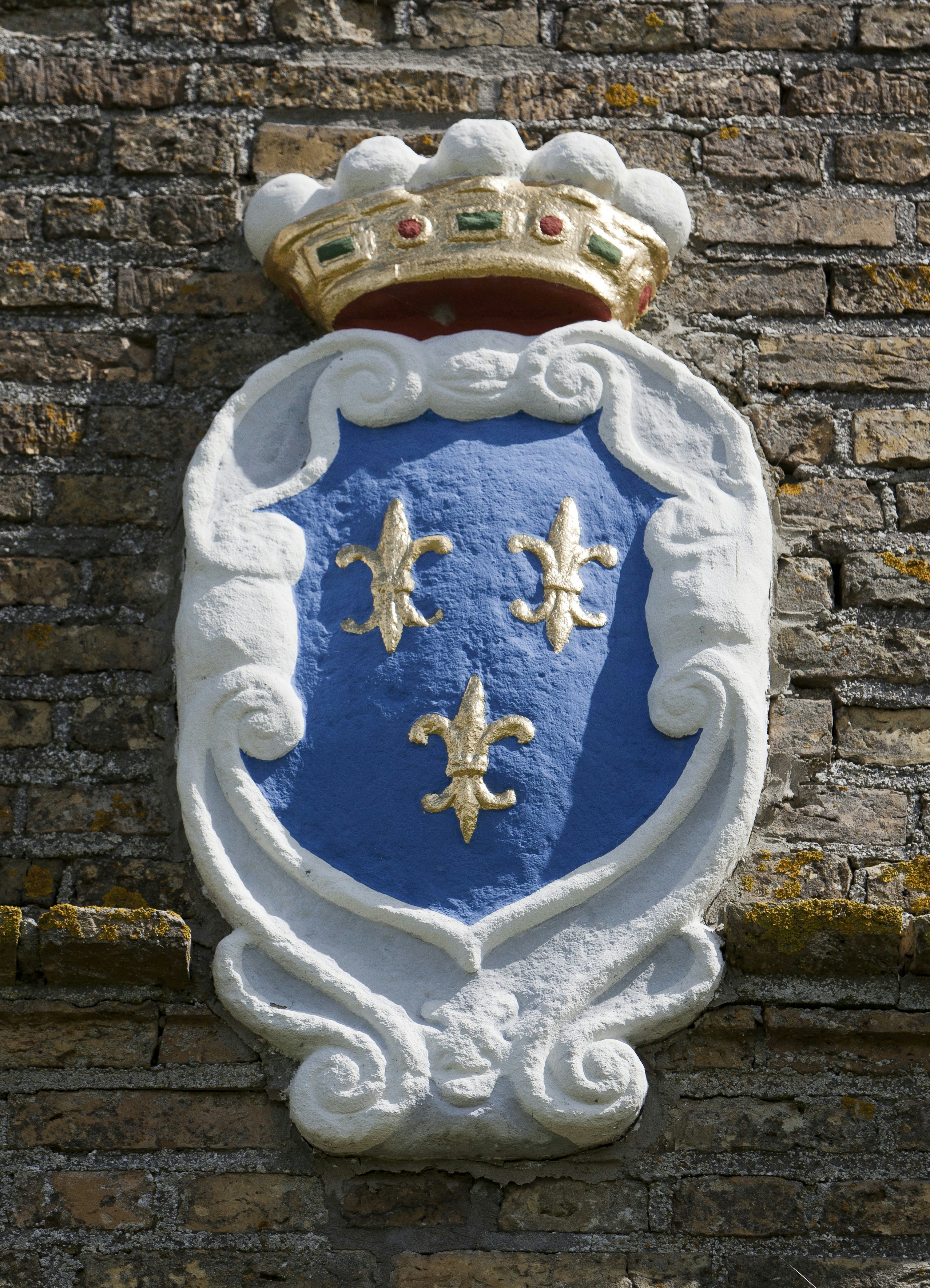
Gevelsteen met het wapen van Meynsma in het poortgebouw van de Uniastate

### Poortgebouw
Op een dam in de oude gracht rond de Uniastate bevindt zich nog de poort uit 1616. In 1960 werd de poort gerestaureerd. Het gebouw is opgetrokken in kleine gele bakstenen en is gebouwd in de stijl van het noordelijke maniërisme. Het poortgebouw heeft een zadeldak met op de nok een windwijzer met het wapen van Meynsma. Zowel de voor- als achterkant heeft een topgevel die gesierd wordt met een rolwerksilhouet. 
De voorgevel heeft de eerdergenoemde gevelsteen met het alliantiewapen van Tyara en Buygers met daarboven twee vensters. De doorgang wordt afgesloten door twee deuren.
De top van de achtergevel kent 27 vlieggaten voor duiven met elk een zitsteen, zogenaamde gibbengaten. Het poortgebouw deed hiermee ook dienst als duivenslag.
Onder de vlieggaten bevinden zich twee vensters met luikjes en een venster met tralies. Net boven de doorgang aan de achterkant zit een gevelsteen met het wapen van Meynsma.
De duivenzolder van het poortgebouw is nog te bereiken middels een trap. Het slagmechanisme, waarmee de duiven gevangen werden, is verwijderd. Ook de nestgelegenheden zijn niet meer aanwezig. Wel zijn er nog enkele ornamenten van de oude stins aanwezig en doet de zolder door tafel, stoelen en een schouw huiselijk aan.

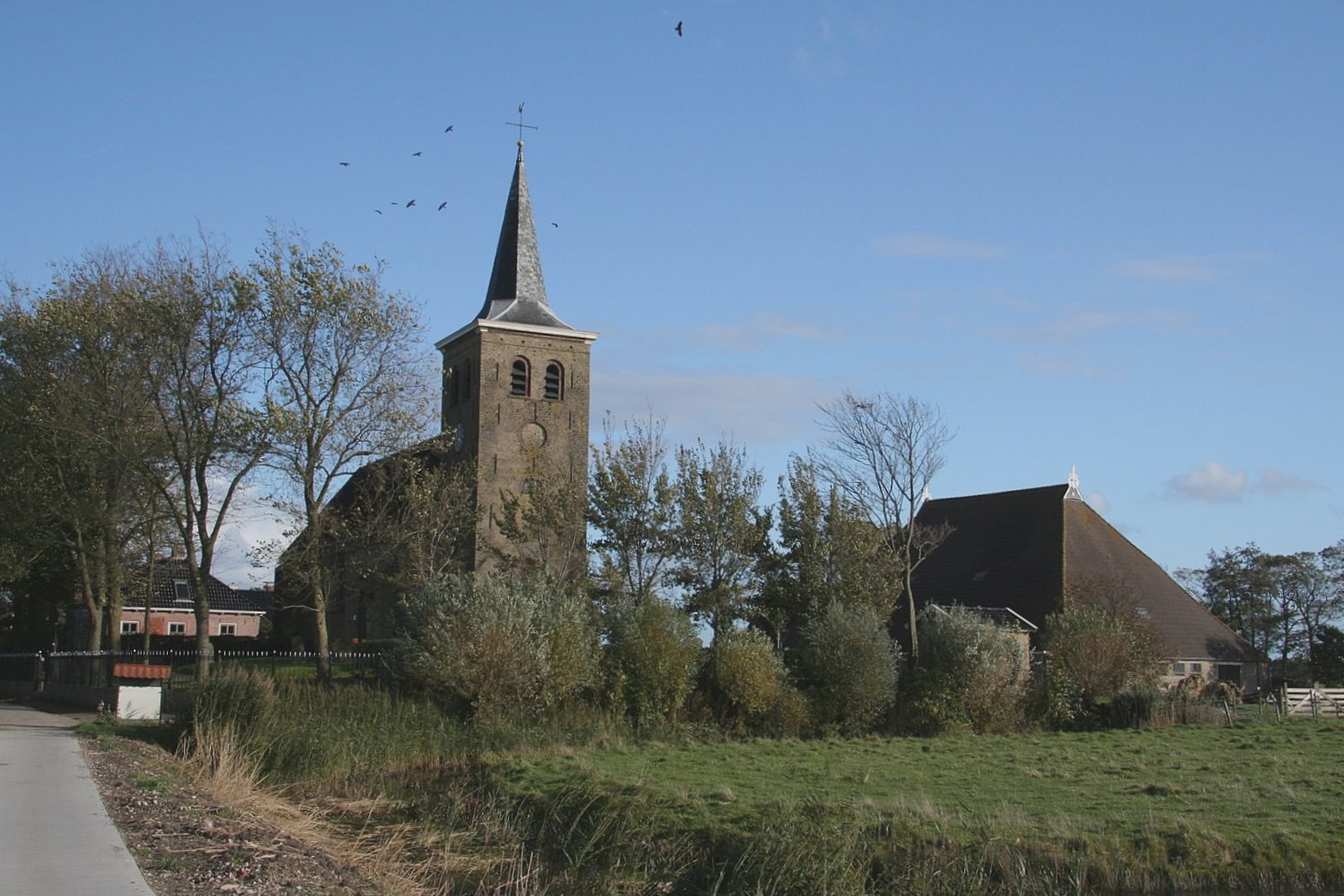
De Mariakerk van Beers alwaar zich het bezoekerscentrum bevindt.

### Bezoekerscentrum
In de Mariakerk is een bezoekerscentrum gevestigd met informatie over het leven op Staten en Stinsen in vroeger tijden. Op het terrein en in de kerk zijn wisselende tentoonstellingen van Friese kunstenaars. Uniastate is tevens door de gemeenteraad van Littenseradiel aangewezen als trouwlocatie.